# Gay Men’s Health Crisis
Gay Men’s Health Crisis (GMHC) ist die weltweit älteste und größte nicht gewinnorientierte Organisation zur Unterstützung von Menschen mit AIDS. Die Organisation wurde im Januar 1982 in New York City gegründet. Gründer der Organisation waren: Arthur Bell, Nathan Fain, Larry Kramer, Larry Mass, Paul Popham, Paul Rapoport und Edmund White.
Gemeinsam mit 200 Angestellten leisten über 6.000 freiwillige Helfer Unterstützung für Einzelpersonen und Familien, im sozialen, edukativen, juristischen und medizinischen Bereich. Ergänzt durch professionelle Aufklärungsarbeit in einer breiteren Öffentlichkeit und politische Vertretung von Menschen mit HIV und AIDS leistet GMHC einen umfangreichen Beitrag zur Bewältigung der mit dieser Krankheit verbundenen Probleme.
Beim GMHC arbeiten Freiwillige, die Aufklärungsarbeit für die HIV-negative Bevölkerung sowie Sozialarbeit für Menschen mit HIV und AIDS leisten. Außerdem arbeiten sie bei laufenden Forschungsprojekten mit, vor allem durch das Sammeln von Datenmaterial.